# Karén Shajnazárov
Karén Gueórguievich Shajnazárov (en ruso: Карен Георгиевич Шахназаров; Krasnodar, 8 de julio de 1952) es un director de cine, guionista y productor ruso-armenio. Se convirtió en el director general de los estudios Mosfilm en 1998.
Shajnazárov es hijo del político de ascendencia armenia Gueorgui Shajnazárov.
Su película de 1987, Mensajero, fue seleccionada para el 15 º Festival Internacional de Cine de Moscú, donde ganó el Premio Especial del jurado. En 2002 fue miembro del jurado en el 24.º Festival Internacional de Cine de Moscú. Desde 2005 es miembro de la Cámara Cívica de la Federación de Rusia (Civic Chamber of the Russian Federation).
Su película de 2012 Tigre Blanco fue seleccionada como la representante de Rusia para el Óscar a la mejor película de habla no inglesa en la 85.ª Gala de Premios, pero no formó parte de la lista final.
En marzo de 2014 firmó una carta de apoyo posicionándose a favor del Presidente de Rusia Vladímir Putin sobre la intervención militar de Rusia en Ucrania.

## Filmografía seleccionada
| Año  | Título en español                                | Título original                       |
| ---- | ------------------------------------------------ | ------------------------------------- |
| 1984 | Somos de Jazz                                    | Мы из джаза                           |
| 1985 | Tarde de invierno en Gagry                       | Зимний вечер в Гаграх                 |
| 1987 | Mensajero                                        | Курьер                                |
| 1990 | Zona Cero                                        | Город Зеро                            |
| 1991 | El asesino del zar                               | Цареубийца                            |
| 1993 | Sueños                                           | Сны                                   |
| 1995 | La Hija estadounidense                           | Американская дочка                    |
| 1998 | Día de la Luna Llena                             | День полнолуния                       |
| 2001 | Venenos o la Historia Mundial de la Intoxicación | Яды, или Всемирная история отравлений |
| 2004 | El Jinete llamado muerte                         | Всадник по имени смерть               |
| 2008 | El Imperio Desaparecido                          | Исчезнувшая империя                   |
| 2009 | Cámara, Número 6                                 | Палата N.º 6                          |
| 2012 | Tigre Blanco                                     | Белый тигр                            |

## Genealogía
Karén Shajnazárov es uno de los descendientes vivos de la famosa familia principesca Melik-Shajnazarián de Nagorno Karabaj. Los Melik-Shajnazariáns gobernaron la provincia de Varanda, en Nagorno-Karabaj, en las épocas medieval y moderna.